# Spratelloides lewisi
Spratelloides lewisi és una espècie de peix pertanyent a la família dels clupeids.

## Descripció
- Pot arribar a fer 6 cm de llargària màxima.[4][5]

## Depredadors
A Salomó és depredat per Gazza minuta, Rastrelliger kanagurta i Sphyraena obtusata.

## Hàbitat
És un peix marí, pelàgic-nerític i de clima tropical (2°N-12°S, 130°E-164°E) que viu entre 0-50 m de fondària.

## Distribució geogràfica
Es troba al Pacífic occidental central: Salomó, Papua Nova Guinea i Irian Jaya.

## Ús comercial
És emprat com a esquer en la pesca de la tonyina.

## Observacions
És inofensiu per als humans.